# باول جاكوبس (لاعب هوكي الجليد)
باول جاكوبس هو لاعب هوكي الجليد كندي، ولد في 23 فبراير 1894 في مونتريال في كندا، وتوفي في 1 مايو 1973 في ميشيغان في الولايات المتحدة.

## وصلات خارجية
- باول جاكوبس على موقع دوري الهوكي الوطني (الإنجليزية)
- باول جاكوبس على موقع قاعة مشاهير الهوكي (لاعب أن.إتش.أل) (الإنجليزية)
- باول جاكوبس على موقع EliteProspects.com (الإنجليزية)
- باول جاكوبس على موقع HockeyDB.com (الإنجليزية)
- باول جاكوبس على موقع Hockey-Reference.com (الإنجليزية)